# Torneo de Bastad 2016
El Torneo de Båstad o Swedish Open fue un evento de tenis perteneciente al ATP World Tour en la categoría ATP World Tour 250 y a la WTA en la categoría WTA International Tournaments. Se jugó del 11 al 17 de julio para las hombres y del 18 al 28 de julio para los mujeres en Båstad (Suecia).

## Cabezas de serie

### Individuales masculinos
| Tenista           | Ranking | Preclasificado |
| David Ferrer      | 14      | 1              |
| João Sousa        | 31      | 2              |
| Albert Ramos      | 36      | 3              |
| Marcel Granollers | 43      | 4              |
| Fernando Verdasco | 53      | 5              |
| Aljaž Bedene      | 56      | 6              |
| Diego Schwartzman | 71      | 7              |
| Yevgueni Donskoi  | 78      | 8              |
| Horacio Zeballos  | 83      | 9              |

- Ranking del 27 de junio de 2016

### Dobles masculinos
| Tenista                          | Ranking | Preclasificado |
| Robert Lindstedt André Sá        | 82      | 1              |
| Marcel Granollers David Marrero  | 98      | 2              |
| Nicholas Monroe Artem Sitak      | 107     | 3              |
| Marcus Daniell Marcelo Demoliner | 135     | 4              |

## Cabezas de serie

### Individuales femeninos
| Tenista          | Ranking | Preclasificada |
| Angelique Kerber | 2       | 1              |
| Sara Errani      | 22      | 2              |
| Kiki Bertens     | 27      | 3              |
| Annika Beck      | 39      | 4              |
| Anna Schmiedlová | 42      | 5              |
| Laura Siegemund  | 44      | 6              |
| Johanna Larsson  | 55      | 7              |
| Mona Barthel     | 57      | 8              |

- Ranking del 11 de julio de 2016

### Dobles femeninos
| Tenista                                | Ranking | Preclasificada |
| Oksana Kalashnikova Yaroslava Shvedova | 54      | 1              |
| Kiki Bertens Johanna Larsson           | 73      | 2              |
| Raluca Olaru Kateřina Siniaková        | 111     | 3              |
| Xenia Knoll Aleksandra Krunić          | 114     | 4              |

## Campeones

### Individuales masculinos
Albert Ramos venció a  Fernando Verdasco por 6-3, 6-4

### Individuales femeninos
Laura Siegemund venció a  Kateřina Siniaková por 7-5, 6-1

### Dobles masculinos
Marcel Granollers /  David Marrero  vencieron a  Marcus Daniell /  Marcelo Demoliner por 6-2, 6-3

### Dobles femeninos
Andreea Mitu /  Alicja Rosolska vencieron a  Lesley Kerkhove /  Lidziya Marozava por 6-3, 7-5